# Brevipalpus crataegus
Brevipalpus crataegus är en spindeldjursart som beskrevs av Baker och James P. Tuttle 1987. Brevipalpus crataegus ingår i släktet Brevipalpus och familjen Tenuipalpidae. Inga underarter finns listade.